# جانيت ماري سميث
جانيت ماري سميث (ولدت في 13 ديسمبر في عام 1957) هي مديرة تنفيذية في دوري كرة القاعدة الرئيسي ومهندسة معمارية ومخططة حضرية. صممت سميث العديد من ملاعب كرة القاعدة الرئيسية والثانوية في الولايات المتحدة بما في ذلك بالتيمور وأتلانتا وبوسطن ولوس أنجلس، وأشرفت كذلك على عمليات تجديد وإعادة تأهيل تلك الملاعب. أصبحت سميث واحدة من أوائل النساء اللواتي شغلن منصبًا تنفيذيًا مع أي نادي في الدوري الرئيس لكرة القاعدة، عندما رُقيت إلى منصب نائب رئيس التخطيط والتنمية مع بالتيمور أوريولز في عام 1989. اشتهرت سميث بعملها في تطوير ملعب أوريول في كامدين ياردس، سيما وأنها صاغت بذلك معيارًا جديدًا لملاعب الكرة «معيار يدمج الهندسة المعمارية التاريخية القديمة لملاعب الكرة، مع مستوى التقدم الراهن لوسائل الراحة الحديثة». أوضحت سميث من خلال عملها، كيفية المواءمة بسلاسة بين أفضل عناصر الماضي وعناصر المستقبل.
من المشاريع البارزة الأخرى التي أنجزتها سميث، تحويل ملعب المئوية الأولمبي في أتلانتا إلى ملعب Braves' Turner Field وتجديد ملعب فينواي بارك في بوسطن- ما أعطى حياة جديدة لأقدم ملعب كرة في البطولات الكبرى، تضمن الملعب ابتكارات مثل مقاعد الوحش الأخضر بالإضافة إلى استخدام شارع جيرسي كملتقى ممرات تحتشد فيه الجماهير داخل الملعب.

## الخلفية والمسيرة التعليمية
ولدت جانيت ماري سميث في جاكسون في ولاية مسيسيبي وتخرجت من مدرسة كالاواي الثانوية في عام 1975. نالت درجة البكالوريوس في الهندسة المعمارية من جامعة ولاية مسيسيبي في عام 1981. وفي عام 1984، حصلت على درجة الماجستير في التخطيط الحضري من جامعة مدينة نيويورك من كلية مدينة نيويورك. إن سميث هي عضو مشارك في معهد الأراضي الحضرية، وفي الجمعية الأمريكية للمعماريين، وجمعية التخطيط الأمريكية.

## الحياة المهنية
أعطت سميث توجيهاتها لتصميم ملعب أوريول في بالتيمور في كامدن ياردس، الذي يمثل حقبة جديدة من ملاعب الدوري الرئيس لكرة القاعدة. كانت كامدن ياردس أولى ملاعب «Retro Ballparks»، التي تفردت في احتفائها بالعديد من خصائص ملاعب الكرة التي تعود إلى حقبة الملاعب الكلاسيكية مثل فينواي بارك و ريغلي فيلد، ولكنها اشتملت أيضًا على عناصر حديثة وتقنيات بناء لتحسين تجربة المشجعين عامة بالإضافة إلى تحسين إطلالات العرض.
ألهم عمل سميث في تصميم وتجديد ملعب الدوري الرئيس لكرة القاعدة تصاميم ملاعب الكرة منذ عام 1992. «إن كل ملعب بني منذ افتتاح أوريول بارك يدين ببعض من تصاميمه لذلك الملعب». أصبح أوريول بارك معروفًا باسم «ملعب بالتيمور الذي غير لعبة كرة القاعدة». وأصبحت «بصمة» جانيت ماري سميث «على مجال كرة القاعدة بالكامل».
ابتداء من عام 1989 وحتى تاريخ (يوليو 2021)، أشرفت سميث على العديد من مشاريع ملاعب الدوري الرئيس لكرة القاعدة لفرق بالتيمور أوريولز، وأتلانتا بريفز وبوسطن ريد سوكس ولوس أنجلوس دودجرز.
اختيرت سميث في عام 2019، كواحدة من «أقوى 30 امرأة في مجال الرياضة» من قبل Adweek.
أصبحت سميث اعتبارًا من عام 2021 نائبة للرئيس التنفيذي للتخطيط والتنمية مع هيئة دودجرز. أكملت سميث مشروعها الأخير- بعملها على ملعب Polar Park، وملعب Triple-A في ورسستر، وملعب MA الذي افتتح في مايو عام 2021.
قبل العمل في مجال كرة القاعدة، وبين عامي 1981 و1989، أشرفت سميث على العديد من المشاريع المدنية لمدينتي لوس أنجلس ونيويورك، وشغلت بين عامي 1988 و1994، منصب رئيس جمعية إدارة ساحة بيرشينغ في لوس أنجلس، وكانت مسؤولة عن إعادة تطوير ساحة بيرشينغ. كانت كذلك بين عامي 1981 و1984 منسق الهندسة المعمارية والتصميم لمدينة باتري بارك في نيويورك.

## مشاريع الدوري الرئيس لكرة القاعدة

### بالتيمور أوريولز (1994-1989)
استحوذ أوريول بارك في كامدن ياردس على عالم كرة القاعدة منذ افتتاحه في عام 1992. امتلك لاري لوتشينو، الذي كان رئيسًا لفريق بالتيمور أوريولز في ذلك الوقت، رؤية خاصة لملعب كرة يستخدم لمرة واحدة فقط، في الجزء المُطوَّر حديثًا في وسط مدينة بالتيمور. وذلك عندما كانت معظم المدن لا تزال تمتلك ملاعب كرة قدم وكرة قاعدة كبيرة مبنية أساسًا باستخدام الخرسانة. تابعت سميث أخبارًا حول سلسلة التخطيط الحضري في وسط مدينة بالتيمور المحيطة بأوريول بارك في كامدن ياردس وكتبت رسالة إلى لوتشينو، تعرض المساعدة في بناء ملعب أوريولز الجديد. لعبت سميث في النهاية دورًا أساسيًا في المشروع، سيما وأنها شاركت لوتشينو رؤيته الخاصة للملعب، وتمكنت من نقل هذه الرؤية إلى هيئة ماريلاند للملاعب، التي مولت ونفذت المشروع في النهاية، وتولت الشركة المعمارية مع HOK Sport إعداد التصميمات الجديدة للملعب.
كامدن ياردس هو أول ملعب يتسم بأسلوب سميث الاسترجاعي المميز، حيث يجمع بين عناصر من ملاعب الكرة العظيمة في الماضي ووسائل الراحة الحديثة. إن كامدن ياردس، مثل العديد من ملاعب الكرة المحببة والقديمة الأخرى، هو ملعب مصنوع من جسور حديدية صلبة. في حين أنه يحتوي على منظومة واسعة من الأجنحة ومقاعد المقصورة، فإنه يشتمل أيضًا على أبعاد ملتوية وواجهة من القرميد ونهايات مزخرفة ولوحة نتائج مفصلة.
بتأثير من سميث، دُمجت موجودات المدينة ضمن تصميم الملعب. ودافعت سميث عن الحفاظ على مستودع السكك الحديدية لبالتيمور وأوهايو الشاغر منذ مدة طويلة والذي كان مخططًا لتدميره، فدمجته ضمن تجربة بناء ملعب كرة القاعدة. احتاج الفريق لتحقيق هذا الاندماج، إلى تقديم أساس منطقي قوي لإنقاذ المستودع القديم. تضمنت الخطة التي ووفق عليها في النهاية، تخصيص ثلثي المساحة لاستخدامها في الامتيازات ومخازن التذكارات، بالإضافة إلى تخصيص جزء من المساحة للمكاتب الأمامية لفريق أوريولز. دفعت سميث أيضًا المهندسين المعماريين التابعين لهيئة HOK Sport ومخططي شركة RTKL للإبقاء على شارع Eutaw Street كنقطة تجمّع للمشجعين عبر الملعب، وهذا ما عُدَّ طريقة مستحدثة لدمج المدينة ضمن الملعب. كان ذلك الأمر بالنسبة لسميث محددًا للمنطقة، ما ألهمها المضي قدمًا في إجراء التصميم الكامل لملعب أوريول في كامدن ياردس.

### أتلانتا بريفيز (2000-1994)
قادت جانيت ماري سميث، أثناء عملها لدى ستان كاستن مشروع تحويل تيرنر فيلد إلى ملعب أولمبي. وأصبح هو الملعب المركزي في دورة الألعاب الأولمبية الصيفية لعام 1996 في أتلانتا، جورجيا. أشرفت سميث لاحقًا على تحويل الملعب الأولمبي إلى ملعب Braves' Turner Field. أزيل معظم الطرف الشمالي من الملعب الأولمبي ليُحوّل إلى ملعب كرة قاعدة يتسع 49,000 مقعدًا. من السمات المتفردة لعمل سميث في ملعب Braves' Turner Field هي بقايا أساس ملعب Atlanta-Fulton County Stadium الذي هدم سابقًا والواقع خارج الملعب المركزي مباشرةً وإلى يسار جدران الملعب.